# The Wonderland
The Wonderland (バースデー・ワンダーランド?, Bâsudê Wandârando) è un film d'animazione giapponese del 2019, scritto da Miho Maruo e diretto da Keiichi Hara. La pellicola è l'adattamento del romanzo del 1988 Chikashitsu kara no fushigi na tabi (地下室からのふしぎな旅? lett. "Lo strano viaggio attraverso la cantina").

## Trama
Akane è una giovane ragazza che non ha minimamente fiducia in sé stessa; tuttavia, il giorno prima del suo compleanno, incontra il misterioso alchimista Hippocrate e il suo apprendista Pipo, che le confidano di essere in missione per salvare il mondo. La cantina dell'abitazione di Chii è infatti collegata a un mondo fantastico, Wonderland.

## Distribuzione
Dopo essere stata presentata il 10 giugno 2019 in Francia, al Festival internazionale del film d'animazione di Annecy, la pellicola è stata distribuita in Giappone dalla Warner Bros., a partire dal 26 aprile 2019; in Italia i diritti della pellicola sono stati acquistati da Dynit, che distribuirà il film sulla piattaforma Amazon Prime Video.